# Kiel (Wisconsin)
Kiel ist eine Kleinstadt (mit dem Status „City“) im Manitowoc County und zu einem kleineren Teil im Calumet County im US-amerikanischen Bundesstaat Wisconsin. Im Jahr 2010 hatte Kiel 3738 Einwohner.

## Geografie

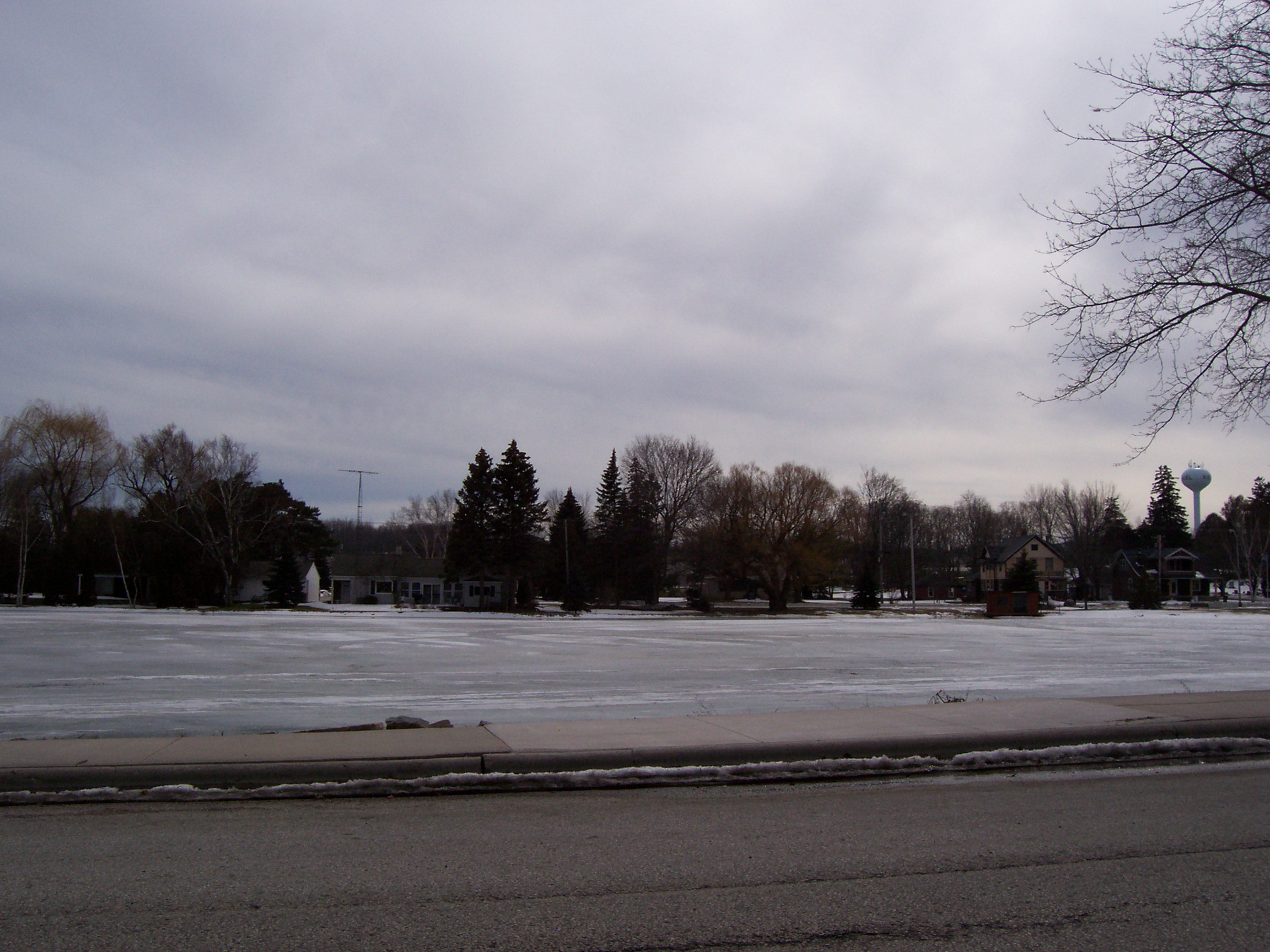
Der Sheboygan River in Kiel

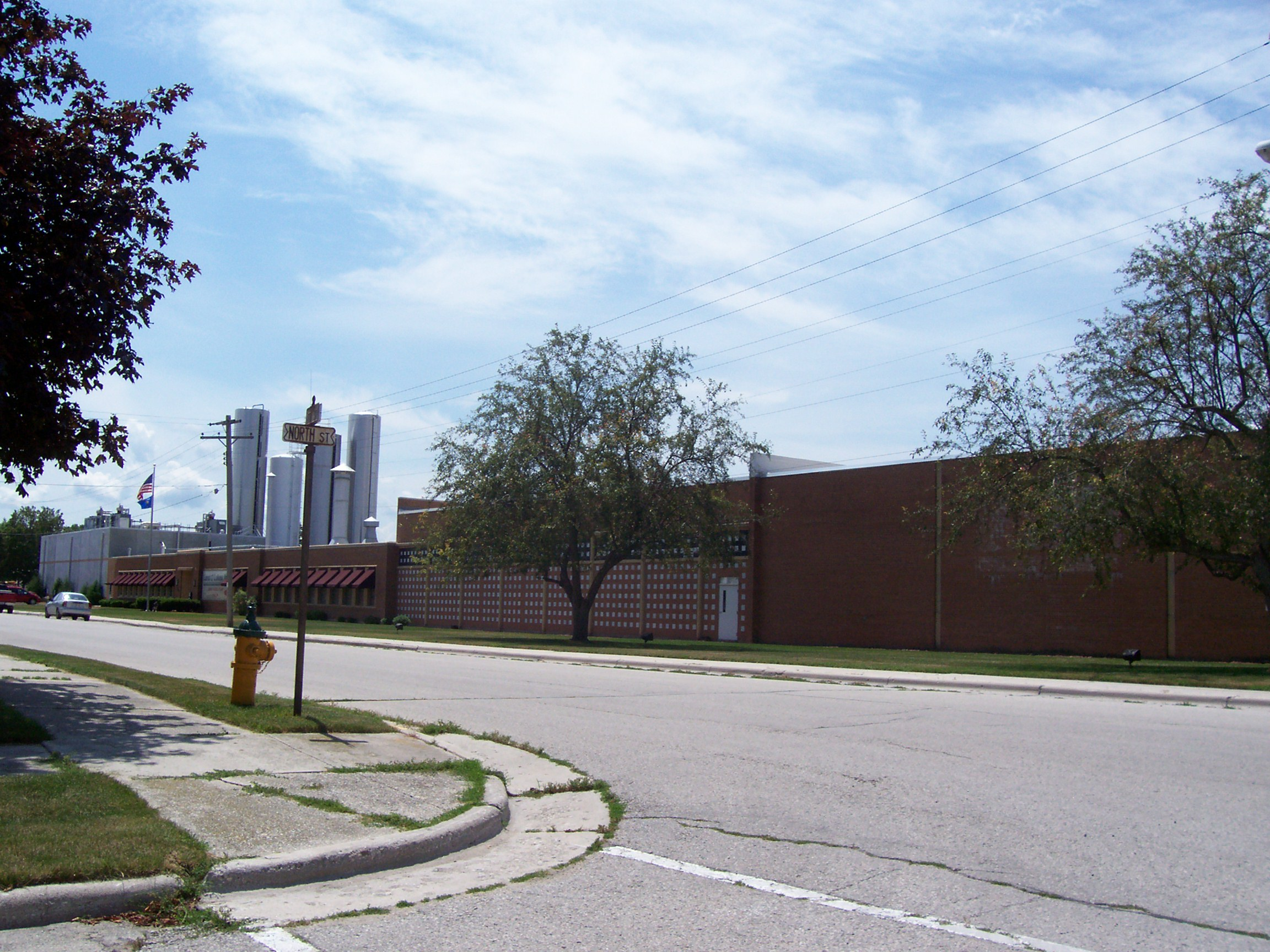
Land O’Lakes Molkerei

Kiel liegt im Osten Wisconsins, beiderseits des in den Michigansee mündenden Sheboygan River. Der Michigansee liegt rund 25 km östlich, zum Lake Winnebago sind es 25 km in westlicher Richtung.
Die geografischen Koordinaten von Kiel sind 43°54′53″ nördlicher Breite und 88°01′55″ westlicher Länge. Das Stadtgebiet erstreckt sich über eine Fläche von 6,92 km², die sich auf 6,55 km² Land- und 0,37 km² Wasserfläche verteilen.
Nachbarorte von Kiel sind St. Nazianz (19,6 km  nordöstlich), Rockville (4 km östlich), Howards Grove (20,1 km südöstlich), Elkhart Lake (10,5 km südsüdöstlich), St. Cloud (21,4 km südwestlich) und New Holstein (6,2 km nordwestlich).
Die nächstgelegenen größeren Städte sind Sheboygan (30 km südöstlich), und Manitowoc (40 km nordöstlich), beide am Michigansee.
Die nächstgelegenen Großstädte sind Green Bay (75,9 km nördlich), Wisconsins größte Stadt Milwaukee (105 km südlich), Chicago in Illinois (250 km in der gleichen Richtung), Wisconsins Hauptstadt Madison (164 km südwestlich) und Appleton (61,2 km nordwestlich).

## Geschichte
Charley Lindemann war der erste weiße Siedler in der unmittelbaren Umgebung. Die zu dieser Zeit in der Gegend ansässigen Indianerstämme waren die Potawatomi und die Menominee. Lindemann gründete 1852 eine Siedlung, die seine Frau nach ihrem Heimatort Kiel in Schleswig-Holstein benannte.
Zwei Jahre später baute hier Oberst Henry F. Belitz, später „Vater von Kiel“ genannt, ein Hotel und eine Mühle am Nordufer des Sheboygan River. Bald führte eine Überlandstraße zwischen Green Bay und Milwaukee durch die junge Ortschaft. Hierfür wurde 1858 eine Brücke über den Sheboygan River gebaut, und Kiel hatte fortan eine gute Verkehrsverbindung nach Sheboygan, welches die weitere Entwicklung förderte. Im späten 19. und frühen 20. Jahrhundert entwickelte sich Kiel zu einem Industriestandort mit Gewerken, die Ziegel, Holzschuhe, Maschinen und Möbel herstellten. Kiel war einst als die „Holzschuhhauptstadt“ von Wisconsin bekannt, da sich hier die einzige Holzschuhfabrik im Bundesstaat befand.

## Verkehr
Im Zentrum von Kiel treffen die Wisconsin State Highways 32, 57 und 67 zusammen. Alle weiteren Straßen sind untergeordnete Landstraßen, teils unbefestigte Fahrwege sowie innerörtliche Verbindungsstraßen.
In Kiel treffen zwei Eisenbahnlinien für den Frachtverkehr der Canadian National Railway (CN) und der Wisconsin and Southern Railroad (WSOR) zusammen.
Mit dem New Holstein Municipal Airport befindet sich 8,8 km nordwestlich ein kleiner Flugplatz. Die nächsten Verkehrsflughäfen sind der Outagamie County Regional Airport bei Appleton (70,6 km nordwestlich), der Austin Straubel International Airport in Green Bay (84,4 km nördlich) und der Milwaukee Mitchell International Airport in Milwaukee (115 km südlich).

## Bevölkerung
Nach der Volkszählung im Jahr 2010 lebten in Kiel 3738 Menschen in 1565 Haushalten. Die Bevölkerungsdichte betrug 602,9 Einwohner pro Quadratkilometer. In den 1565 Haushalten lebten statistisch je 2,39 Personen.
Ethnisch betrachtet setzte sich die Bevölkerung zusammen aus 96,9 Prozent Weißen, 0,4 Prozent Afroamerikanern, 0,6 Prozent amerikanischen Ureinwohnern, 0,6 Prozent Asiaten sowie 0,7 Prozent aus anderen ethnischen Gruppen; 0,8 Prozent stammten von zwei oder mehr Ethnien ab. Unabhängig von der ethnischen Zugehörigkeit waren 2,0 Prozent der Bevölkerung spanischer oder lateinamerikanischer Abstammung.
26,5 Prozent der Bevölkerung waren unter 18 Jahre alt, 57,8 Prozent waren zwischen 18 und 64 und 15,7 Prozent waren 65 Jahre oder älter. 52,0 Prozent der Bevölkerung waren weiblich.
Das mittlere jährliche Einkommen eines Haushalts lag bei 53.786 USD. Das Pro-Kopf-Einkommen betrug 26.253 USD. 4,5 Prozent der Einwohner lebten unterhalb der Armutsgrenze.

## Bekannte Bewohner
- Karl A. Schleunes (1937–2021) – Historiker – geboren in Kiel